# Sunny (TV-serie)
Sunny är en amerikansk dramakomediserie som hade premiär på Apple TV+ den 10 juli 2024. Första säsongen består av 10 avsnitt, och är skapad av Katie Robbins.

## Handling
Filmen kretsar kring Suzie, en amerikansk kvinna bosatt i Japan, vars liv vänds upp och ner då hennes man och son försvinner i mystisk flygkrasch. Som tröst får hon Sunny, en hushållsrobot tillverkad av hennes mans företag.

## Rollista (i urval)
- Rashida Jones – Suzie Sakamoto
- Hidetoshi Nishijima – Masa Sakamoto
- Joanna Sotomura – Sunny
- You – Hime
- Judy Ongg – Noriko Sakamoto
- Jun Kunimura – Yuki Tanaka